# Кермечник злаколистий
Керме́чник злаколи́стий (Goniolimon graminifolium) — багаторічна рослина родини кермекових. Рідкісний вид, занесений до Червоної книги України.

## Опис

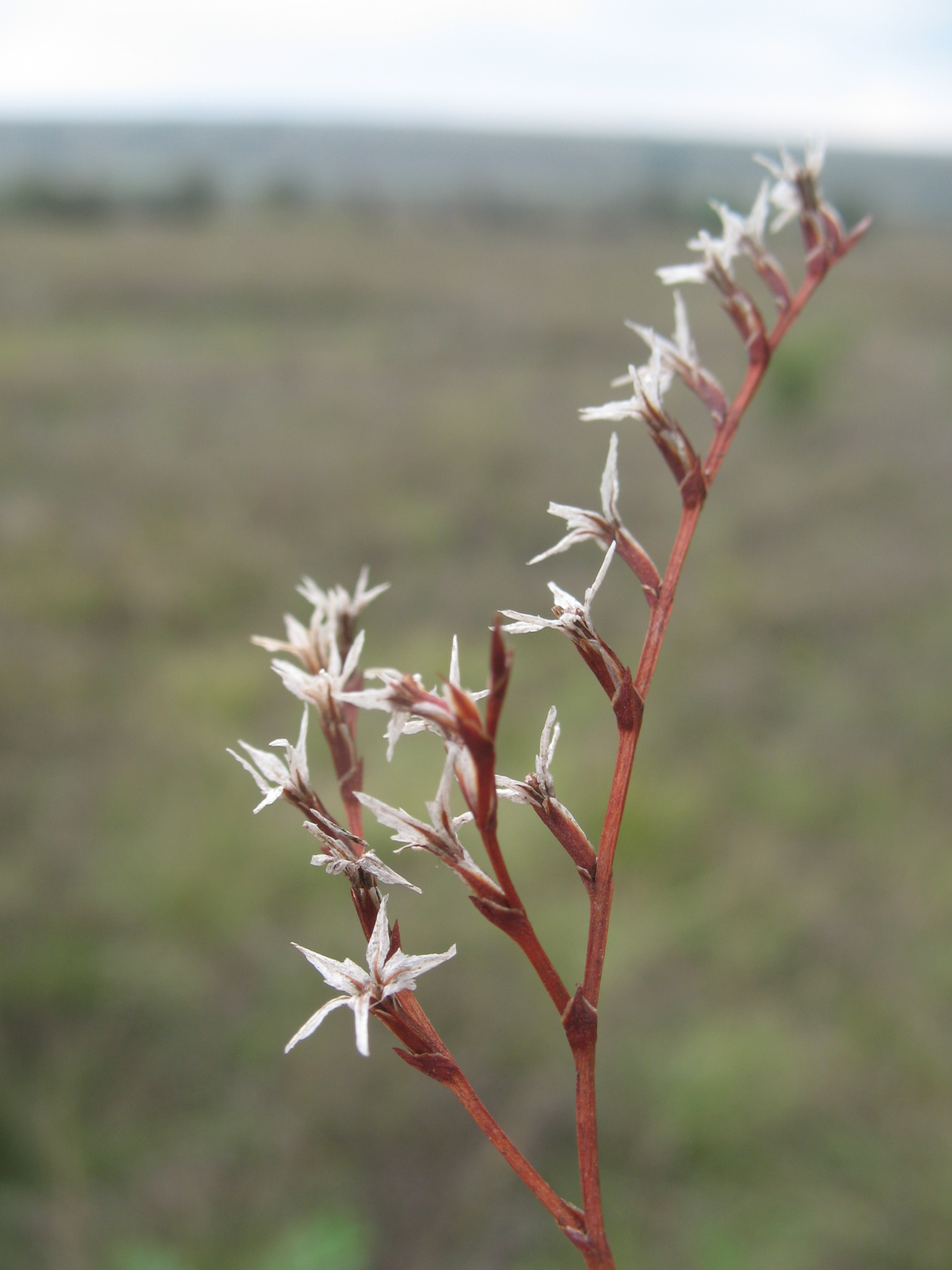
Квітки великим планом

Гемікриптофіт. Трав'яна стрижневокоренева рослина 20-40 см заввишки. Квітконосні пагони поодинокі або нечисленні, прямостоячі, внизу тонко борозенчасті, вище розгалужені гранисті з ледве помітними крильцями, голі. Прикореневі листки лінійно-ланцетні до вузьколінійних до 15 см завдовжки, 0,5-5 мм завширшки, із загорнутими всередину краями, голі. Стеблові листки лускоподібні, ланцетні або яйцеподібно-ланцетні, з країв плівчасті. Суцвіття розлоге, колоски одноквіткові, на кінцях гілочок утворюють довгі й рідкі однорядні колосоподібні суцвіття. Трубочка чашечки п'ятилопатева, густоволосиста, віночок світлопурпуровий. Плодики близько 5 мм завдовжки, насінини чорнуваті. Цвіте в червні — липні, плодоносить у серпні — вересні. Розмножується насінням та поділом кореневища.

## Поширення
Поширений на території Причорномор'я в Україні і Росії: (від пониззя Південного Бугу — до Нижнього Дніпра а також правобережної частини Нижнього Поволжя). В Україні — злаковий степ (піщані арени і річкові піски Нижнього Побужжя, Інгулу, Інгульця та Нижнього Придніпров'я). Адміністративні регіони: Миколаївська область, Херсонська область, Запорізька область.

## Охорона
Включений до Червоної книги України, Європейського червоного списку та Червоного списку МСОП. В Україні охороняють на території заповідника «Хортиця», Чорноморського біосферного заповідника, РЛП «Кінбурзька коса» та інших заповідних об'єктів. Заборонено збирання і заготівлю рослин, порушення умов місцезростання.